# 卡尔维松
卡尔维松（法語發音：[kalvisɔ̃]）是法国加尔省的一个市镇，位于该省南部，属于尼姆区。

## 地理
卡尔维松（43°47'6"N, 4°11'32"E）面积28.97 平方千米，位于法国奧克西塔尼大區加尔省，该省份为法国南部沿海省份，南端濒地中海，北起顺时针与阿尔代什省、沃克吕兹省、罗讷河口省、埃罗省、阿韦龙省和洛泽尔省接壤。
与卡尔维松接壤的市镇（或旧市镇、城区）包括：艾格维沃、欧雅尔格、布瓦西耶尔、孔热尼、米斯、纳日和索洛尔格、圣科姆和马吕埃若勒、圣迪奥尼西、苏维尼亚尔格、韦尔热兹。

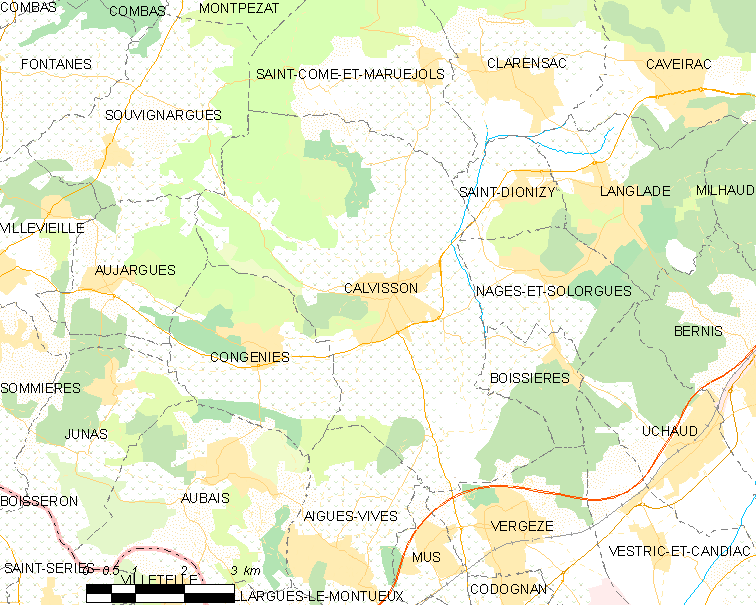
卡尔维松的OSM定位图

卡尔维松的时区为UTC+01:00、UTC+02:00（夏令时）。

## 行政
卡尔维松的邮政编码为30420，INSEE市镇编码为30062。

## 政治
卡尔维松所属的省级选区为卡尔维松县。

## 人口

1962-2008年间卡尔维松人口变化图示

卡尔维松于2022年1月1日时的人口数量为6295人。